# كأس ويلز 2011–12
كأس ويلز 2011–12 (بالإنجليزية: 2011–12 Welsh Cup)‏ هو موسم من كأس ويلز. أقيم خلال الفترة 14 أغسطس 2011 وحتى مايو 2012، وأشرف على تنظيمه اتحاد ويلز لكرة القدم، وكان عدد الأندية المشاركة فيه 190، وفاز فيه ذا نيو سينتس.